# Pont Papineau-Leblanc

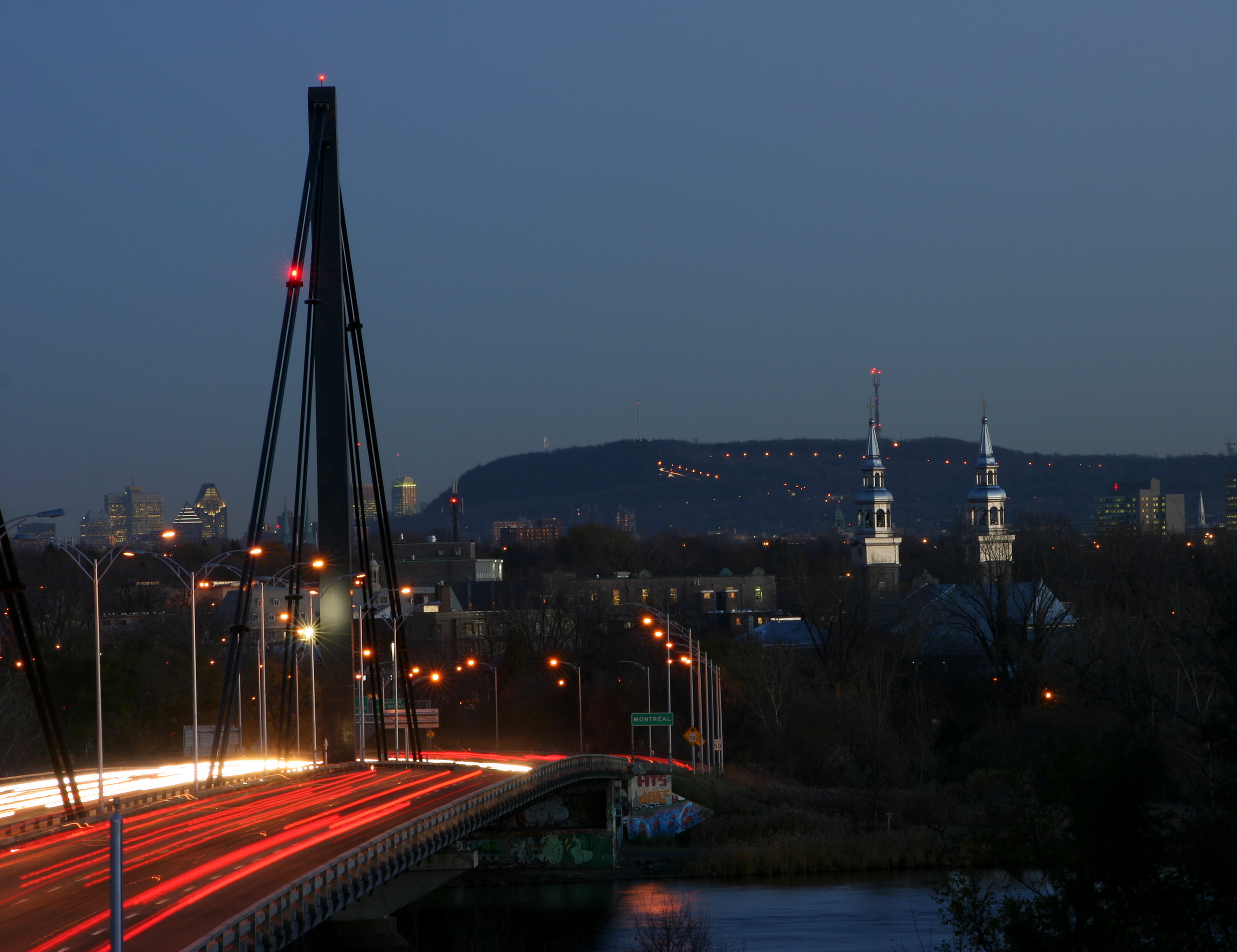
Vue de nuit.

Le pont Papineau-Leblanc est un pont routier qui relie Montréal (arrondissement Ahuntsic-Cartierville) à Laval en enjambant la rivière des Prairies. 

## Situation et accès
Il relie les régions administratives de Montréal et de Laval.  

## Description
Le pont est emprunté par l'autoroute 19. Il compte six voies de circulation, soit trois dans chaque direction, lesquelles sont séparées par des barrières métalliques.
Environ 56 000 véhicules empruntent le pont chaque jour, pour une moyenne annuelle de 20,4 millions de véhicules. 
À son extrémité sud, le pont traverse l'île de la Visitation pour aboutir au boulevard Henri-Bourassa. 

## Origine du nom
Le nom du pont rend hommage à deux personnes. D'abord, il honore la mémoire de Joseph Papineau (1752-1841), notaire et homme politique du Bas-Canada et père de Louis-Joseph Papineau. Il rend également hommage à Alpha Leblanc (1908-1962), maraîcher et propriétaire du terrain sur lequel ont été construites les approches du pont du côté de Laval. 

## Historique
Avant la construction de l'autoroute 19, un chemin existe en ces lieu et place et porte le nom de Boulevard Leblanc.
Le 18 novembre 1999, le pont est brièvement renommé « pont Pietro-Rizzuto », pour rendre hommage à l'ancien sénateur libéral Pietro Rizzuto (1934-1997). Ce changement soulève alors une controverse. Le maire de Laval de l'époque, Gilles Vaillancourt, et des ministres québécois de la région de Laval, notamment Joseph Facal, Serge Ménard et David Cliche, s'opposent à cette initiative. Finalement, c'est à la demande de l'un des fils de l'ancien sénateur, Alfonso Rizzuto, que le projet est abandonné. Ainsi, la Commission de toponymie du Québec revient sur sa décision le 20 janvier 2000, en redonnant au pont son nom d'origine,.

## Données techniques
Le positionnement du pont à environ 1,5 km en amont du barrage d'Hydro-Québec a nécessité l’étude d’une structure comprenant un minimum de piliers afin de ne pas gêner le contrôle déjà difficile des glaces sur la rivière des Prairies. Le pont à tablier raidi axialement par les haubans répond parfaitement aux exigences demandées tout en étant économique. Ses deux piliers situés à 90 m des rives libèrent une portée centrale de 241 m (790 pi).                                    
- Trois (3) portées : 90 m, 241 m, 90 m
- Largeur : 27,6 m
- Trois voies de circulation de chaque côté de 11,9 m de largeur, séparées par une bande centrale de 2,75 m.
- Capacité horaire du pont dans chaque sens : 7 500 voitures
- Pont haubané avec tours centrales en acier : 1,8 m X 1,8 m et 38,4 m.
- Haubans formés de 4 faisceaux de 12 câbles.
- Pont supporté par une poutre caisson en acier de 10,4 m de largeur et 3,7 m de profondeur.
- Tablier orthotropique : plaque d’acier de 9,5 mm d'épaisseur.
- Porte-à-faux de chaque côté de la poutre caisson de 8,7 m et formé de poutre en « I » à 4,6 m c/c
- Joint de dilatation à chaque extrémité.
- Garde-corps : double au centre et simple à l’extérieur.
- Éclairage sur le mail central : à 41,1 m c/c et 8,5 m de hauteur, deux lampes de 400 watts au mercure, donnant au niveau moyen une intensité de 21,5 lux (2 FC). Comprenant aussi au sommet des tours et sur les câbles des lumières de balisage.
- Situation du pont : à 11,3 m au-dessus de l'eau donnant une hauteur libre de 7,6 m sous le pont. Superstructure en acier : soudé et boulonné, deux piliers en béton de forme cylindrique.
- Appel d’offres : mai 1968.
- Début des travaux : août 1968 pour se terminer en octobre 1969[5].
- Le pont a été fabriqué et érigé par la compagnie Dominion Bridge en 14 mois[5].
- Coût de construction : 5 300 000 $
- Les ingénieurs Gendron Lefebvre qui ont préparé les plans et devis et qui ont fait la surveillance des travaux ont reçu le prix mérite décerné par l'Association des ingénieurs-conseils du Canada (AICC).
- Les ingénieurs Gendron Lefebvre ont également reçu deux distinctions : 
  - meilleure qualité esthétique
  - meilleure réalisation technique dans le domaine des travaux publics, décerné par American Iron and Steel Institute. U.S.A. (Prix DISA 1970-1971) pour la conception et la surveillance des travaux.